# 친구 게임

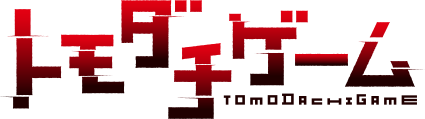

《친구 게임》(일본어: トモダチゲーム)는 야마구치 미코토(원작), 사토 유키(작화)에 의한 일본의 만화이다. 《별책 소년 매거진》(코단샤)에서 2014년 1월호부터 연재 중. 그 후, 《주간 영 매거진》(동사)에 이적해, 2021년 52호부터 연재 중. 2021년 6월 현재 누계 발행 부수는 350만 부를 돌파했다. 미디어 믹스로 2017년 TV 드라마 및 영화 2부작이 개봉되었다. 2022년에는 텔레비전 애니메이션이 방영되었다.